# Wollingst
Wollingst è una frazione (Ortsteil) della comune di Beverstedt, nel land della Bassa Sassonia, in Germania.

## Storia
Già comune autonomo, fu incorporato a Beverstedt il 1º marzo 1974.